# Epipactis royleana
Epipactis royleana är en orkidéart som beskrevs av John Lindley. Epipactis royleana ingår i släktet knipprötter, och familjen orkidéer. Inga underarter finns listade i Catalogue of Life.